# België in de Tweede Wereldoorlog

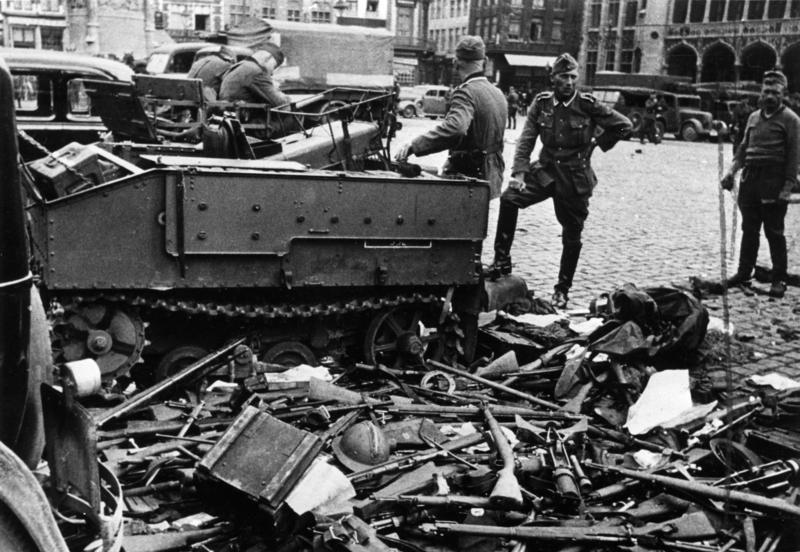
Ontwapening, Brugge, 29 mei 1940

Tijdens de Tweede Wereldoorlog werd België bezet door Nazi-Duitsland. De bezetting begon met de inval op 10 mei 1940 en duurde tot de uiteindelijke bevrijding vanaf begin september 1944 tot aan het laatste deel op 1 oktober 1944. Later werd nog een deel opnieuw bezet tijdens het Ardennenoffensief.

## De neutraliteit van België voor de Tweede Wereldoorlog
Op 7 september 1920 ondertekenden België en Frankrijk te Parijs een "Frans-Belgisch defensief militair akkoord". Toen men de Frans-Belgische bezettingstroepen uit het Rijnland terugtrok ging het Belgische ministerie van Buitenlandse zaken vanaf maart 1931 de verplichtingen van het defensieve militaire akkoord afzwakken. De economische crisis en de politieke onzekerheid in Europa breidde zich in de latere jaren verder uit en vooral Vlamingen bekeken dit akkoord steeds kritischer omdat men vreesde dat de Fransen België ongewild in een preventieve oorlog tegen Duitsland zou meesleuren.
Op 20 juli 1936 kondigde Paul-Henri Spaak, minister van Buitenlandse Zaken vanaf dan een "uitsluitend en fundamenteel Belgische" buitenlandse politiek aan. Deze nieuwe diplomatieke koers kreeg de steun van eerste minister Paul van Zeeland en koning Leopold III en zorgde voor de steun van een parlement met Vlaamse meerderheid te krijgen voor hogere defensie-uitgaven. Deze "onafhankelijkheidspolitiek" van een regering van nationale eenheid onder leiding van Van Zeeland kreeg een zeer grote meerderheid in het parlement.
Op 24 april 1937 stuurden Frankrijk en Groot-Brittannië een diplomatieke nota aan Paul-Henri Spaak. Daarin onthieven ze België van zijn verplichtingen maar hun belofte tot bijstand hernieuwden ze, "voor het geval dat"... Op die manier probeerden ze het beste te maken van de situatie. De Duitsers van hun kant, via minister Konstantin von Neurath, stuurden op 13 oktober 1937 een nota aan de Belgische ambassadeur in Berlijn waarin ze het grondgebied van België garandeerden. De voorwaarde was wel dat de Belgische regering geen nadelige maatregelen voor Duitsland zou treffen in geval van conflict met een derde mogendheid. In de context van die periode en de aard van het naziregime kon men voorspellen wat deze garantie waard was.
België realiseerde zich de toegenomen oorlogsdreiging en tussen 1934 en 1939 steeg de defensie-uitgave van 14,4% naar 24% van het totaal van de begroting.

## Operatie Fall Gelb
Onaangekondigd viel het Duitse leger binnen op 10 mei 1940. Al tijdens de eerste uren werd de Belgische luchtmacht op de grond vernietigd na massale bombardementen, waarbij enkele duizenden doden vielen. Met vliegtuigen en tanks trokken de Duitsers door de Belgische en Franse Ardennen. Daarvoor werden fietsen massaal ingezet op een klein deel van het front. Het als oninneembaar geachte fort Eben-Emael bij Luik viel na één dag in Duitse handen. De bruggen bij Vroenhoven en Veldwezelt over het Albertkanaal vielen intact in Duitse handen. De Bunkerlinie Briegden-Neerharen werd op 10 mei 1940 verlaten. De Maas werd overschreden te Dinant, Monthermé en Sedan. De Franse stellingen werden opgerold en weldra stormden de Duitse tanks in de richting van Abbeville.
De doorbraak in het zuiden en de uitzichtloze situatie van het Nederlandse leger in het noorden na drie dagen (Nederland capituleerde op 14 mei) dwongen de legerleiding om de goede stellingen (zoals het Albertkanaal en de KW-linie) prijs te geven zonder of na weinig strijd, waardoor het moreel van de Belgische troepen werd geschaad. Toch werd nog gepoogd om op vier opeenvolgende linies (Scheldelinie, Terneuzen - Gent - Oudenaarde, Leielinie en de lijn Ieper - Roeselare) stand te houden tegen de overweldigende overmacht.
Ondanks het protest van koning Leopold III van België moest op bevel van de Franse opperbevelhebber generaal Maurice Gamelin de Scheldelinie (Antwerpen - Brussel - Kanaal Charleroi-Brussel tot de Franse grens) nog dezelfde dag verlaten worden. Het VIIe Franse Leger, dat intussen in Nederland door een Duitse pantserdivisie was teruggeslagen, trok zich samen met het Belgische leger terug en liet de vijand ongehinderd de Schelde oversteken. In de Franse pers kregen de Belgen de schuld van deze terugtrekking: uit egoïstisch belang ("om hun mooie huizen in Brussel te vrijwaren") zouden de Belgen het prijsgeven van deze linie van het geallieerd commando hebben afgedwongen en zo de geallieerde plannen in de war hebben gestuurd. Op de intergeallieerde conferentie van Ieper op 21 mei, werd erkend dat de Belgische troepen heldhaftige vertragingsmanoeuvres uitvoerden, zoals onder meer de Ardeense Jagers op de Dender (18 mei), het 4e Lansiers te Zwijndrecht (19 mei) en het 3e Jagers gesteund door het 10e Artillerie op de Schelde (20 mei). Alleen aan de Leie, een niet voorbereide stelling, werd zwaar slag geleverd tijdens de Leieslag, waarbij aan Belgische zijde circa 2500 doden vielen.
Vanaf 10 mei werden meer dan 300.000 jonge reserverekruten opgeroepen om zich naar de Westhoek en later naar Frankrijk te begeven. Deze zogenaamde CRAB's waren tussen de 16 en 35 jaar en kregen het bevel om zich naar Zuid-Frankrijk te laten evacueren. Naar schatting 150.000 kwamen daar terecht, maar toen had België reeds gecapituleerd. In augustus 1940 keerden de jongens terug naar België.

## Einde Achttiendaagse Veldtocht

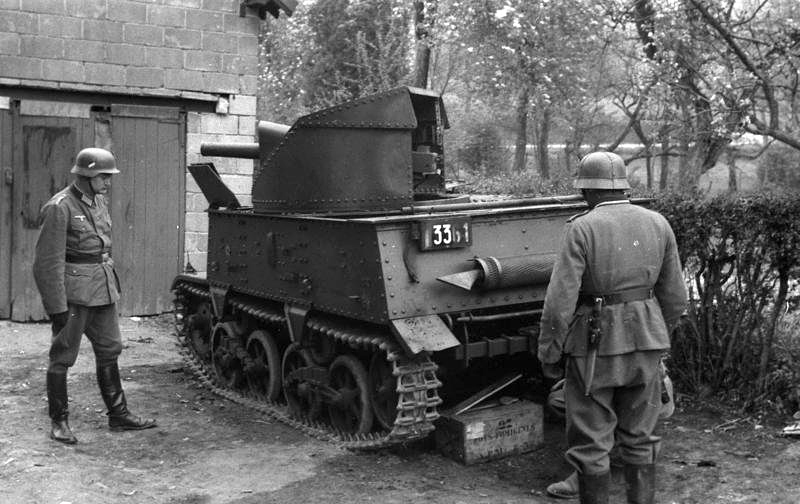
Twee Duitse soldaten bij een Belgische T13-tank

Ondertussen was het voor de Belgische koning en de legerleiding duidelijk geworden dat de strijd verloren was. Het Belgische leger kon alleen nog de aftocht van het Britse Expeditiekorps via Duinkerke dekken. De munitievoorraad was praktisch volledig opgebruikt. Koning Leopold III waarschuwde de geallieerde hoofdkwartieren dat het Belgische leger zonder geallieerde logistieke steun zou moeten capituleren. Er kwam echter geen hulp meer. De politici die de krijgsverrichtingen niet van nabij volgden, hoopten op een nieuw mirakel aan de Marne.
Leopold III vreesde een definitieve Duitse overwinning en een daaruit voortvloeiend vredesverdrag ten koste van België. Hij besloot dan ook tegen het advies van zijn ministers in om zijn functie van opperbevelhebber (zie het toenmalige artikel 68 of het huidige artikel 167 van de Belgische Grondwet) te laten primeren op die van politiek staatshoofd en net zoals zijn vader, koning Albert I, bij zijn soldaten te blijven en hun lot te delen. Hij capituleerde samen met zijn troepen op 28 mei 1940. Deze beslissing werd zowel door de naar Parijs gevluchte Belgische premier Hubert Pierlot, de voltallige Belgische regering samen met 170 parlementsleden in Limoges (31 mei), als door de Franse premier Paul Reynaud zwaar bekritiseerd. Deze laatste beledigde de Belgische koning en ontnam hem bij decreet zijn Grootkruis van het Legioen van Eer.
Ongeveer 6.000 Belgische soldaten en ongeveer evenveel burgers hadden het leven gelaten door de militaire operaties. De Britten waren ondertussen ingescheept vanuit Duinkerke, maar ook vanuit Oostende, Nieuwpoort en De Panne vertrok men richting de Engelse Kanaalkust. Het Franse leger staakte de strijd op 22 juni.
Van de in totaal 600.000 Belgische militairen werden er 225.000 naar Duitse krijgsgevangenkampen gebracht. Na enkele maanden werden de meeste Vlamingen vrijgelaten. Circa 70.000 (alle officieren, die na enige tijd gegroepeerd werden te Prenzlau, beroepsonderofficieren en Waalse militairen) bleven tot het einde van de oorlog gevangen.

## Duits bestuur

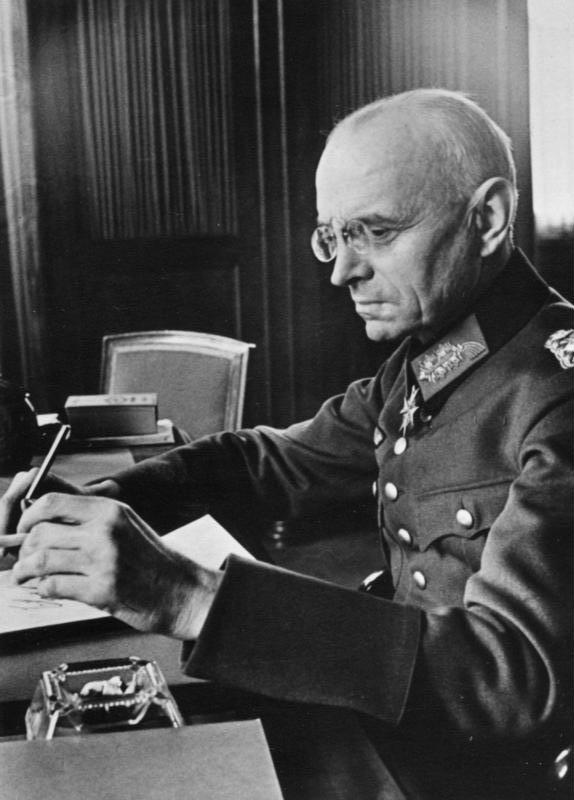
Alexander von Falkenhausen

Ondanks aandringen van de SS van Heinrich Himmler voor een burgerlijk bestuur (Zivilverwaltung), bleef België, samen met Noord-Frankrijk, als het Reichskommissariat Belgien-Nordfrankreich tot 7 juni 1944 onder militair bestuur (Militärverwaltung). De mogelijkheid om alsnog vrede met het Verenigd Koninkrijk te kunnen sluiten en de aanwezigheid van de Belgische vorst in zijn thuisland, kunnen deze beslissing van Hitler hebben beïnvloed. De 62-jarige Pruisische generaal Freiherr Alexander von Falkenhausen werd als militair gouverneur (Militärbefehlshaber) aangewezen. Zijn taak was om de rust en orde in zijn gebied te bewaren, maar ook om het economisch en menselijk potentieel daarvan optimaal aan te wenden voor de Duitse oorlogvoering.
Daartoe vormde hij een Verwaltungsstab onder leiding van Eggert Reeder en een Kommandostab onder leiding van majoor Bodo von Harbou. De eerste was bevoegd voor de burgerlijke aspecten van het bestuur, de tweede voor de militaire.
Voor de uitvoering beschikte hij over de bezettingstroepen, de Feldgendarmerie en de Geheime Feldpolizei en kon ook een beroep doen op hulpeenheden zoals de Vlaamse Wacht, Garde Wallonne en Hilfsfeldgendarmerie.
Daarnaast opereerden ook nog de Abwehr en de SIPO-SD (Sicherheitspolizei - Sicherheitsdienst) in bezet gebied. De eerste hing af van het Oberkommando der Wehrmacht en de laatsten van het Reichssicherheitshauptamt van Himmler. De beruchte Gestapo was een onderafdeling van de SIPO-SD.
Een groot deel van de politionele taken gebeurde echter door de Belgische politie en rijkswacht, waar Von Falkenhausen de controle over had.
In 1941 richtte Gérard Romsée een hulp-politiedienst op voor de bescherming van landbouwvelden die toen te lijden hadden onder diefstal. De Boerenwacht was op gemeentelijk niveau georganiseerd maar kende weinig succes wegens de stempel van de collaboratie met de bezetter.
Aangezien de aanhang van de collaboratiebewegingen, zoals Rex en het Vlaamsch Nationaal Verbond te klein was, konden de Duitsers in België geen Quisling-regering zoals in Noorwegen tot stand brengen. Ze besloten het praktisch bestuur van het land over te laten aan de twaalf secretarissen-generaal van de ministeries, die door de wet van 10 mei 1940 ruime bevoegdheden hadden gekregen en op post waren gebleven. Eind 1941 waren acht van de oorspronkelijke secretarissen-generaal door collaborateurs vervangen.
Dadelijk na de Achttiendaagse Veldtocht stond de uitgedunde administratie (velen waren gevlucht) voor de opdracht de dringende problemen van het land aan te pakken, onder meer inzake voedsel- en energievoorziening en inzake transport- en communicatielijnen: bruggen, kanalen, spoor- en autowegen en telefoonverbindingen waren immers vernield of buiten werking. Reeds vanaf 11 mei 1940 (en tot 31 december 1948) werd de voedselvoorziening gerantsoeneerd.:p. 7
Direct na de inval werd er een oproep gedaan om in Duitsland te gaan werken. In België zaten 500.000 mensen zonder werk, terwijl er in Duitsland volop werk was in de oorlogsindustrie. Velen gingen noodgedwongen vrijwillig op de oproep in. Op 6 oktober 1942 werd er een verplichte tewerkstelling afgekondigd. Mannen tussen 18 en 50 jaar en vrouwen tussen 21 en 35 jaar konden opgevorderd worden. Dit leidde tot massaal protest en zorgde ervoor dat velen onderdoken om aan de opvordering te ontkomen.
Koning Leopold III werd als krijgsgevangene op 29 mei 1940 overgebracht naar zijn Kasteel van Laken. Desondanks poogde hij herhaalde malen zich met het bestuur van het land in te laten: zo verzette hij zich tegen de verplichte tewerkstelling in Duitsland en tegen de Jodenvervolging. Telkens werd hij hiervoor door Hitler terechtgewezen. Op 15 januari 1944 stelde de koning richtlijnen op over hoe het land aan het einde van de oorlog moest bestuurd worden voor het geval hijzelf niet bij de bevrijding aanwezig zou kunnen zijn. In dit "politieke testament" repte de koning met geen woord over het verzet en stelde hij dat politici, die sinds het uitbreken van de oorlog onverantwoorde uitspraken hadden gedaan, voortaan buiten het politieke leven moesten gehouden worden. Na de bevrijding weigerde de Belgische regering dit testament te publiceren.
Op 7 juni 1944, een dag na de landing in Normandië, werd koning Leopold III, en daags daarop zijn familie, uit het kasteel van Laken weggehaald en overgebracht naar het kasteel van Hirschstein aan de Elbe. Tezelfdertijd werd het militair bestuur over België door een burgerlijk bestuur vervangen onder leiding van Gauleiter Grohé, bijgestaan door SS-generaal Richard Jungclaus. Beide maatregelen moesten de annexatie van België bij Duitsland voorbereiden. Op 7 maart 1945 werd de Belgische koninklijke familie door de SS naar het Oostenrijkse Strobl overgebracht, waar zij begin mei door de 7e Amerikaanse divisie van generaal Alexander Patch werden bevrijd. Leopold bleef daar tot 1 oktober 1945, waarna hij in Zwitserland verbleef tot zijn terugkeer naar België in 1950.

## Verzet

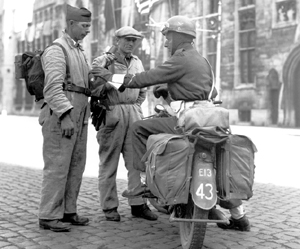
Een lid van de Canadese Militaire Politie praat met twee weerstanders

Aanvankelijk gedroegen de Duitsers zich correct. De Britse weerstand, de strijd in de Sovjet-Unie (vanaf 22 juni 1941), de intrede van de Verenigde Staten in de oorlog (7 december 1941), het toenemend voedseltekort, het ontberen van de vrijheid en de verplichte tewerkstelling in Duitsland vanaf 1942, deden het Belgisch verzet groeien en onvermijdelijk de Duitse repressie toenemen. De voornaamste acties van het verzet bestonden uit:
- het doorspelen van inlichtingen ten behoeve van Groot-Brittannië (de voornaamste inlichtingennetten waren: "Cleveland" of "Clarence" van Walthère Dewé, "Zero" van Fernand Kerkhofs, "Luc" van Georges Leclercq, "Sabot" van P. Bouriez, "Mill" van Adrien Marquet);
- het helpen vluchten van ca. 1600 neergeschoten Britse piloten en navigators;
- het doden van collaborateurs zodat de vijand als gevolg van die terreur steeds minder steun kreeg op een kleine kern na;
- het verzorgen van clandestiene pers (650 verschillende bladen met als orgelpunt de uitgave van een valse "Le Soir" op 9 november 1943) om het moreel van de bevolking hoog te houden;
- het saboteren van Duitse aanvoerlijnen (vooral door Groep G) voor en na de landing in Normandië;
- het onderbreken van telefoonverbindingen en elektriciteitstoevoer;
- het strijden tegen de Duitse achterhoede tijdens de bevrijding en het leiden van bijvoorbeeld Britse eenheden bij de verovering van de zo goed als volledig intacte haven van Antwerpen.

Onder de vijftien gewapende verzetsgroepen waren de voornaamste: de Witte Brigade van Marcel Louette, het Front de l'Indépendence waarbij de communistische partij zich als groep aansloot en het Geheim Leger dat in juni 1940 door reservekolonel Robert Lentz en door commandant Charles Claser was opgericht. In totaal moesten 16.200 personen de talloze verzetsacties met hun leven bekopen.
In vergelijking met Nederland was het verzet in België tegen de extreemrechtse Nieuwe Orde krachtiger. Dat verzet leed in België zwaardere verliezen dan in Nederland, maar droeg bij tot de redding van meer dan de helft van de joden, tegenover 20% in Nederland. De verklaring zou kunnen liggen in het feit dat Nederland tijdens de Eerste Wereldoorlog ongemoeid werd gelaten, waardoor men geen ervaring had met verzet tegen een bezetter. Daarnaast hadden de Duitsers in Nederland een burgerlijk bestuur ingesteld in tegenstelling tot het militaire bestuur in België. In 2007 werd een rapport gepubliceerd waaruit blijkt dat collaborerende overheden vaak actief, soms zelfs proactief, hadden meegewerkt aan de Jodenvervolging.

## Bombardementen
Een van de meest ingrijpende aspecten van de bezetting was het leven onder constante dreiging van geallieerde bombardementen. De eerste en meteen de bloedigste luchtaanval was die op Mortsel op 5 april 1943. Er vielen 936 doden bij het Amerikaanse bombardement op de Erlafabriek. In september volgden nog drie zware bombardementen: 4 september 1943 in Kortrijk met 56 doden, de dag erna te Ledeberg bij Gent met 111 dodelijke slachtoffers en ten slotte op 7 september 1943 in Brussel waar 327 slachtoffers geteld werden. Vanaf maart 1944 begon een reeks van hevige bombardementen. Dit paste in het kader van de voorbereidingen op de landing in Normandië. Door verkeersknooppunten te vernietigen in Noord-Frankrijk en België hoopten ze de Duitse transportmogelijkheden te kraken. Op 26 maart werd Kortrijk opnieuw het slachtoffer van een bombardement. Er vielen maar liefst 252 doden. Op 10 april werd Merelbeke bij Gent gebombardeerd: 428 doden. Tot de bevrijding in september 1944 kwamen de Belgische steden regelmatig onder vuur. De periode van 10 tot 12 mei was het hevigst. In die drie dagen stierven meer dan 1500 mensen. Het bekendste bombardement in die periode was dat van Lokeren, waar op 11 mei 85 mensen, vooral vrouwen en kinderen, de dood vonden. Op diezelfde dag vielen er in Brussel 276 doden, in Luik 126 doden, in Leopoldsburg 84 doden, in Beverlo 70 doden en in Mechelen 46 doden. De dag ervoor waren ook Doornik (107 doden) en opnieuw Merelbeke (48 doden) getroffen. De drie bloedigste dagen eindigden met het bombardement op Leuven van 12 mei 1944, waarbij na een vurige nacht 246 doden werden geteld.
Na de landing in Normandië namen de bombardement op Belgische steden niet af. Integendeel, elke week was er wel ergens een hevige luchtaanval, met vooral burgerslachtoffers. Op 27 mei 1944 bombardeerden de geallieerden een Duits legerkamp in Leopoldsburg. Hoeveel Duitse soldaten er sneuvelden zullen we nooit weten. Onder de bevolking van de Kempense gemeente vielen 270 dodelijke slachtoffers. Op 20 juli 1944 dropten Amerikaanse vliegtuigen hun bommen op het station van Kortrijk en waren er naar schatting 172 doden.

## Belgische regering en strijdkrachten in Groot-Brittannië

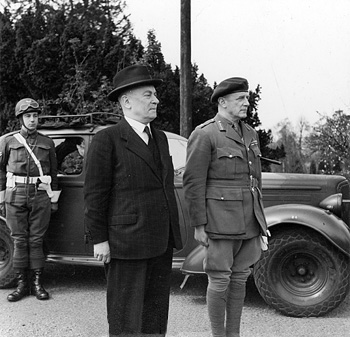
Hubert Pierlot in 1944

Druppelsgewijs kwamen gevluchte Belgische regeringsleden in Groot-Brittannië aan. De Belgische regering te Londen had het erg moeilijk internationale erkenning af te dwingen. Eens te meer zorgden de inkomsten uit Congo voor de nodige onafhankelijkheid. Vooral de katholieke minister Albert de Vleeschauwer gaf aanvankelijk gestalte aan de wil tot het verder voortzetten van de strijd. Enkele andere ministers volgden zijn voorbeeld: Camille Gutt, Hubert Pierlot en Paul-Henri Spaak. Met deze vier ministers werd op 31 oktober 1940 een regering in ballingschap gevormd. Aangezien de koning als krijgsgevangene zijn functies niet meer kon uitoefenen, trok ze in december 1940 de volledige wetgevende en uitvoerende macht naar zich toe. Later werd deze ploeg nog aangevuld met de katholieken Antoine Delfosse en August de Schryver en met de socialist August Balthazar. Buiten medeweten van de Belgische regering in Londen, sloot de Belgische Union Minière een akkoord met de Amerikanen af voor de levering van uranium uit de Congolese provincie Katanga. Met deze grondstoffen werden de atoombommen op Hiroshima en Nagasaki vervaardigd.
De oude generaal Victor van Strydonck de Burkel organiseerde reeds in oktober 1940 de eerste Belgische troepen in Groot-Brittannië. Enkele Belgische piloten namen deel aan de Slag om Engeland. Later vormden ze twee eigen smaldelen: het 349ste en het 350ste. Ongeveer 600 Belgen behoorden tot het varend personeel. De Belgische handelsvloot, twee korvetten (Godetia en Buttercup genaamd) en enkele mijnenvegers toonden de Belgische vlag op zee. Hieruit zal in februari 1946 de Belgische zeemacht herrijzen, die in 1927, na het Locarnopact, was afgeschaft. Ongeveer 1800 manschappen maakten deel uit van de Belgische 1e Infanteriebrigade (populair Brigade Piron) bevolen door kolonel Jean-Baptiste Piron. Er werd ook nog een kleine commando-eenheid (die zich in Italië, Joegoslavië en Walcheren zullen onderscheiden) gevormd alsook een para-eenheid, die later deel uitmaakte van de SAS-brigade (Special Air Service), terwijl circa 500 Belgen als agenten van SOE (Special Operations Executive) en SIS (Secret Intelligence Service) gedropt werden. Ongeveer 2500 van de 10.000 Belgen bij de Belgische troepen of vloot in Groot-Brittannië sneuvelden.
Tot de Belgische strijdkrachten in Groot-Brittannië behoorden ook zo'n 370 Luxemburgers. De meesten dienden onder een valse Fransklinkende naam. Voor de Duitsers waren zij als "Volksduitsers" immers deserteurs. Na de inlijving van het Luxemburgse leger (Compagnie des Volontaires) in het Duitse leger werden in 1942 12.000 Luxemburgers verplicht dienst te nemen. Circa 340 van hen sneuvelden in Joegoslavië en aan het oostfront.

## Bevrijding

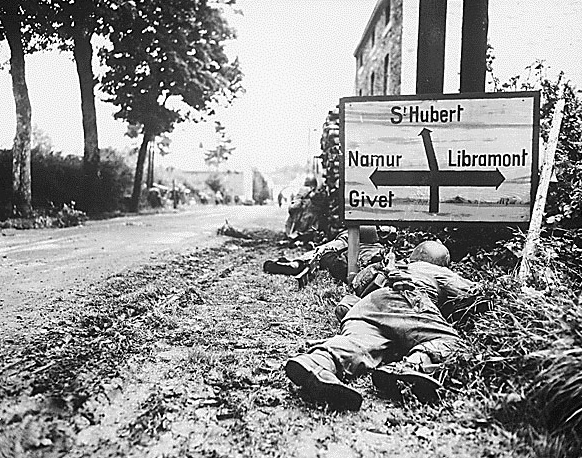
Amerikaanse troepen in Libin op 7 september 1944

In juli 1944 stelde de Duitse bezetter nog het Reichskommissariat Belgien-Nordfrankreich in, maar dit had weinig effect. Tussen 2 en 12 september werd België grotendeels bevrijd, vooral door Canadezen, Polen, Britten en Amerikanen. Deze periode markeerde slechts het begin van de bevrijding van geheel België, die nog twee maanden zou duren. Tijdens deze periode vonden enkele van de zwaarste en meest strategische gevechten plaats, zoals de Slag om Geel — een van de bloedigste veldslagen in België — en Operatie Pheasant, de grootste geallieerde operatie op Belgisch grondgebied. Daarnaast was de Slag om de Schelde in Zeeuws-Vlaanderen van cruciaal belang voor het veiligstellen van de toegang tot de haven van Antwerpen, die essentieel was voor de geallieerde bevoorrading.

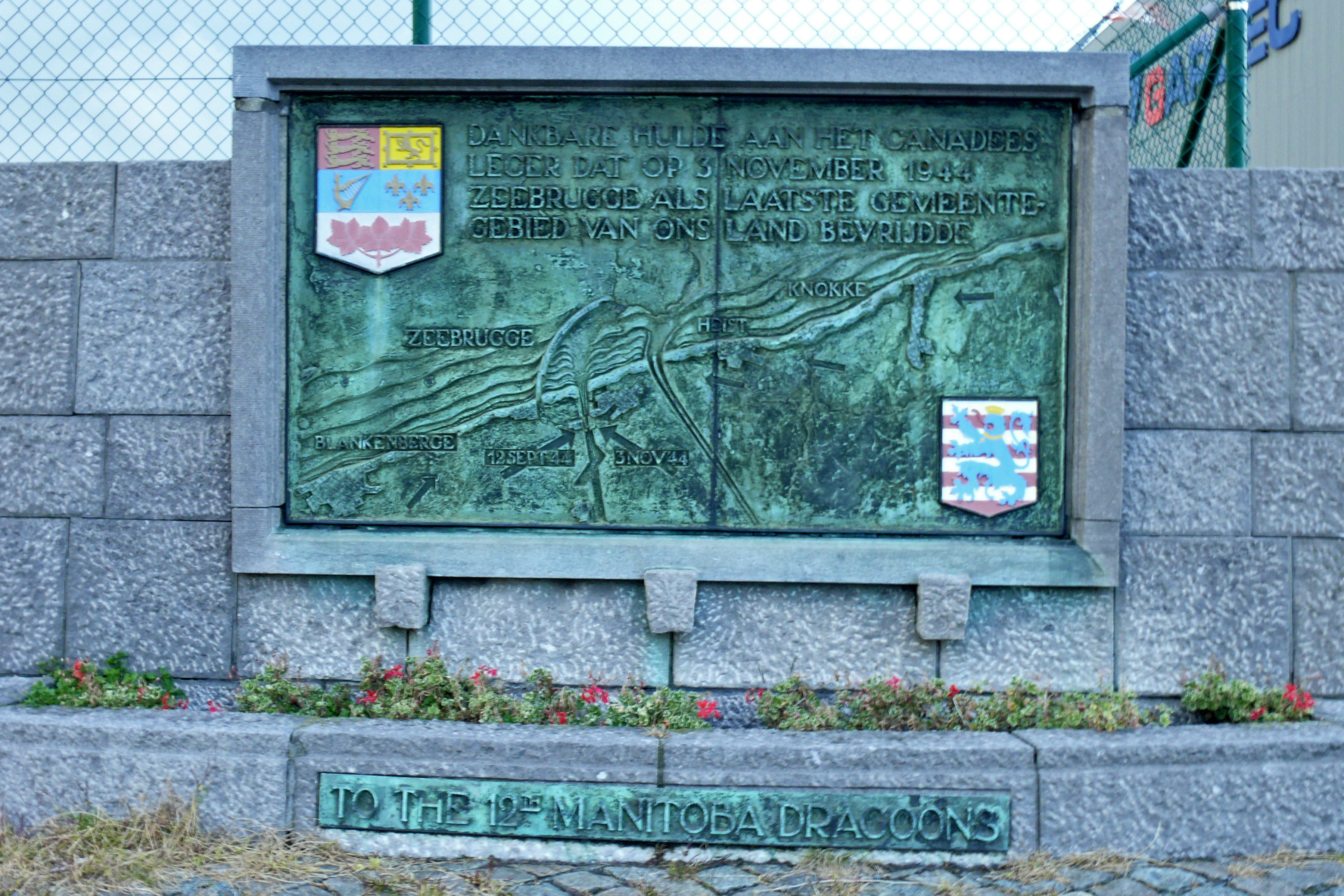
Monument ter herinnering aan de bevrijding van Zeebrugge op 3 november 1944

Op 4 september 1944 hield de Groepering Bevrijding samen met Britse troepen een overwinningsparade in Brussel. Hoewel de hoofdstad was bevrijd, woedde de strijd nog voort in onder andere de Strijd om Hechtel en de Slag om Merksem. Terwijl de geallieerden zich concentreerden op de bevrijding van Antwerpen, dacht generaal Montgomery ten onrechte dat de Scheldemonding gemakkelijk veroverd kon worden door de Canadezen. Hierdoor kon het 15e Duitse leger via Breskens ontsnappen en zich hergroeperen ten noorden van het Albertkanaal.
Door de mislukking van Operatie Market Garden werd de aandacht weer gericht op het vrijmaken van de haven van Antwerpen, essentieel voor de geallieerde logistiek. Na de Slag om Geel vormde het kanaal Dessel-Turnhout-Schoten de volgende Duitse verdedigingslinie. Doordat Turnhout ten zuiden van dat kanaal ligt, werd Turnhout ook bevrijd. De Polar Bears (49e Britse Infanteriedivisie) wisten een belangrijk bruggenhoofd te vestigen in Sint-Jozef (Rijkevorsel). Rijkevorsel zou nog een maand onder zwaar Duits vuur liggen voordat het volledig werd bevrijd. Het bruggenhoofd dat daar was gevormd, speelde een cruciale rol in de bevrijding van de bezette gebieden ten noorden van het kanaal. Omdat rivieren en kanalen vaak als natuurlijke verdedigingslinies worden gebruikt, werd de volgende belangrijke militaire actie, Operatie Pheasant, gericht op het bevrijden van de noordelijke Belgische dorpen en de provincie Noord-Brabant in één gecoördineerde operatie. Hierbij stonden ongeveer 250.000 geallieerde soldaten, afkomstig uit zes landen: Verenigd Koninkrijk, Canada, Polen, België, Nederland en de Verenigde Staten, tegenover 100.000 Duitse troepen. Dit was van vitaal belang om het achterland van de haven van Antwerpen te beschermen tegen mogelijke Duitse tegenaanvallen.
De bevrijding van Wuustwezel, de bevrijding van Hoogstraten, en de bevrijding van Merksplas door generaal Maczek werden allemaal mogelijk gemaakt dankzij het bruggenhoofd in Rijkevorsel. Op 20 oktober 1944 startte Operatie Pheasant. Het geallieerde (Brits) hoofdkwartier was gevestigd in het Kasteel de Renesse in Oostmalle, terwijl het hoofdkwartier van het Duitse 15e Leger onder leiding van generaal Gustav-Adolf von Zangen zich in Dordrecht bevond. 
De laatste veldslag in de Belgische Noorderkempen vond plaats bij het Kasteel Maxburg in Meer op 27 oktober 1944. De laatste slag in België vond plaats in Zeebrugge op 3 november 1944.
Intussen poogde Hitler het tij alsnog in zijn voordeel te doen keren door de massale inzet van zogeheten "Vergeldings-" of V-wapens (V1 en V2) vanaf juli 1944. In België werden deze vooral tegen de haven van Antwerpen, maar ook tegen Luik ingezet.
Gebruikmakende van het slechte weer, dat in december 1944 de geallieerde luchtmacht aan de grond hield, poogde Hitler in een gigantisch tegenoffensief met circa 30 divisies doorheen de Belgische Ardennen, de sleutelhaven van Antwerpen te heroveren en de geallieerden terug in zee te drijven. Vanuit de startlijn Monschau-Echternach slaagden de Duitsers erin de frontlijn tot op ongeveer 5 km van Dinant te trekken. Voor de inwoners van deze regio herbegon de nachtmerrie, vooral omdat in het kielzog van de Duitse troepen ook Gestapo-eenheden waren gevolgd die zich opnieuw aan gruweldaden te buiten gingen (onder meer te Bande, ten zuidoosten van Marche-en-Famenne). Maar de Amerikaanse troepen in Sankt Vith en vooral in en rond Bastenaken (Bastogne) onder leiding van brigadegeneraal Anthony McAuliffe boden hardnekkig weerstand en weigerden zich over te geven. Door tegenaanvallen vanuit het zuiden en het noorden, en door de mogelijkheid om opnieuw de luchtmacht in te zetten, was de Duitse saillant tegen eind januari 1945 verdwenen en België werd definitief en volledig bevrijd.
Van op afstand bleef het land echter tot aan de Duitse capitulatie op 7 mei 1945 onder vuur liggen van de Duitse raketwapens V-1 en V-2.

## Belgisch-Congo
De gouverneur-generaal van Belgisch-Congo twijfelde aanvankelijk na de achttiendaagse veldtocht of de kolonie de kant van de koning dan wel de kant van de regering in ballingschap diende te kiezen. Uiteindelijk koos de kolonie de kant van de geallieerden. De Force Publique vocht zo mee met de geallieerden in de Abyssinische veldtocht waarbij de Force Publique bij de verovering van Saio een van zijn grootste militaire overwinningen boekte.

## Repressie
De militaire rechtspraak speelde nadien een belangrijke rol bij de repressie. 242 personen werden ter dood veroordeeld en terechtgesteld wegens collaboratie. Ongeveer 10.000 Vlamingen en ongeveer evenveel Walen hadden gestreden aan het oostfront met de nazi's, vooral in SS-Standarten Westland, 27. SS-Freiwilligen-Grenadier-Division Langemarck en 28. SS-Freiwilligen-Grenadier-Division Wallonie (waarvan de meeste officieren onder de Waalse gevangenen in Prenzlau waren gerekruteerd).